# Koinocystis neocomensis
Koinocystis neocomensis is een platworm (Platyhelminthes). De worm is tweeslachtig. De soort leeft in zoet water.
Het geslacht Koinocystis, waarin de platworm wordt geplaatst, wordt tot de familie Koinocystididae gerekend. De wetenschappelijke naam van de soort werd voor het eerst geldig gepubliceerd in 1904 door Fuhrmann.